# 卢瓦雷
卢瓦雷（法語：Loiré，法語發音：[lwaʁe]）是法国曼恩-卢瓦尔省的一个市镇，位于该省西北部，属于瑟格雷区。

## 地理
卢瓦雷（47°36'52"N, 0°58'47"W）面积33.73 平方千米，位于法国卢瓦尔河地区大区曼恩-卢瓦尔省，该省份为法国西部内陆省份，大致对应安茹地区，北起顺时针与马耶讷省、萨尔特省、安德尔-卢瓦尔省、维埃纳省、德塞夫勒省、旺代省、大西洋卢瓦尔省和伊勒-维莱讷省接壤。
与卢瓦雷接壤的市镇（或旧市镇、城区）包括：昂格里、沙兰拉波特里、阿尔戈斯河畔沙泽、蓝色安茹地区瑟格雷、翁布雷当茹。

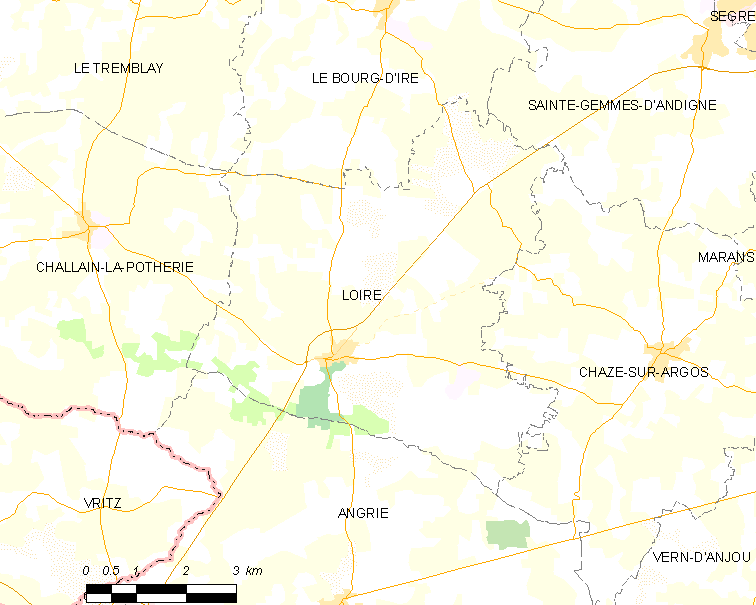
卢瓦雷的OSM定位图

卢瓦雷的时区为UTC+01:00、UTC+02:00（夏令时）。

## 行政
卢瓦雷的邮政编码为49440，INSEE市镇编码为49178。

## 政治
卢瓦雷所属的省级选区为蓝色安茹地区瑟格雷县。

## 人口

1962-2008年间卢瓦雷人口变化图示

卢瓦雷于2022年1月1日时的人口数量为884人。